# Súdánská revoluce

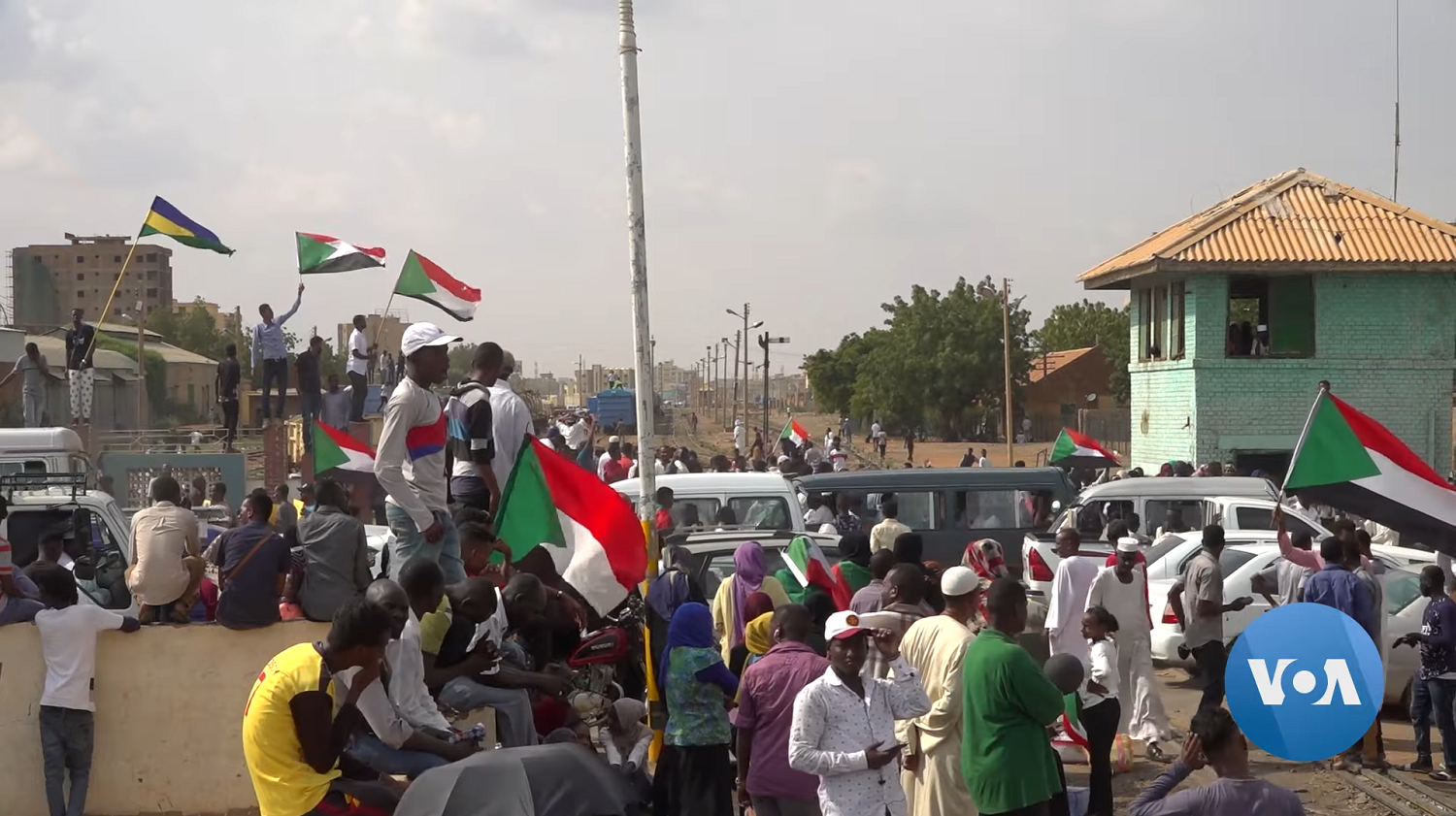
Protestující občané oslavují podepsání Politické dohody v srpnu 2019

Súdánská revoluce je označení pro události, které vedly k zásadní změně politické moci v Súdánu. Začátkem byly pouliční protesty z 19. prosince 2018, které se postupně rozšířily do celého Súdánu. Protesty a soustavné projevy občanské neposlušnosti vedly v dubnu 2019 k vojenskému převratu a svržení Umara al-Bašíra, který Súdánu do té doby vládl třicet let a postupně zavedl islamistickou diktaturu. V červnu 2019 došlo k vojenskému potlačení pokračujících občanských protestů (viz masakr v Chartúmu). Vláda po mezinárodní intervenci následně přislíbila, že se moci vzdá ve prospěch demokraticky zvolené vlády, ale až za 39 měsíců. Nakonec v srpnu 2019 vojenská junta uvolnila několik klíčových vládních míst civilní vládě v čele s novým premiérem Abdallou Hamdokem.

## Shrnutí

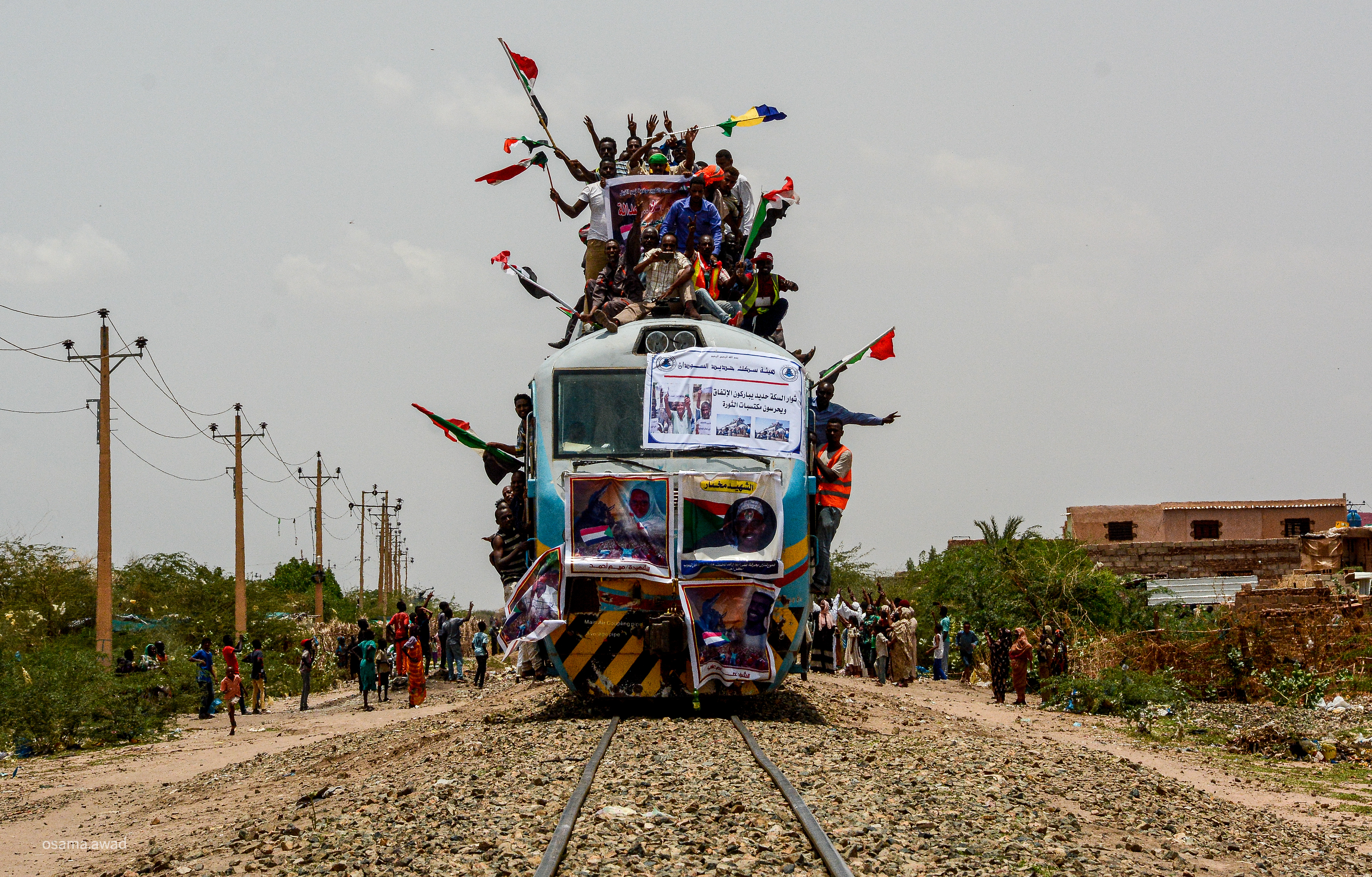
Protestující občané na vlaku z města Atbara do Chartúmu

Dne 19. prosince 2018 vypukla v několika súdánských městech série demonstrací, částečně kvůli rostoucím životním nákladům a zhoršování dalších ekonomických podmínek. Protesty se rychle změnily z požadavků na naléhavé ekonomické reformy v požadavky, aby prezident Umar al-Bašír odstoupil.
Násilnost vládní reakce na tyto pokojné demonstrace vyvolala mezinárodní znepokojení. Dne 22. února 2019 vyhlásil al-Bašír výjimečný stav a rozpustil národní a regionální vlády a nahradil je vojenskými důstojníky a důstojníky zpravodajských služeb. 8. března al-Bašír oznámil, že všechny ženy uvězněné za protesty proti vládě budou propuštěny. O víkendu 6. až 7. dubna došlo poprvé od vyhlášení výjimečného stavu k masivním protestům. Podle očitých svědků 10. dubna někteří vojáci začali ochraňovat demonstranty před jendáním jiných bezpečnostních sil, a 11. dubna armáda odstavila al-Bašíra od moci státním převratem.
Po sesazení al-Bašíra od moci pokračovaly pouliční protesty organizované Súdánskou asociací profesionálů a skupinami demokratické opozice vyzývající vládnoucí Přechodnou vojenskou radu, aby „okamžitě a bezpodmínečně“ odstoupila ve prospěch přechodné vlády pod vedením civilistů, a naléhání na další reformy v Súdánu. Jednání mezi Přechodnou vojenskou radu a civilní opozicí o vytvoření společné přechodné vlády probíhala koncem dubna a v květnu, ale zastavila se, když Jednotky rychlé podpory a další bezpečnostní síly Přechodné vojenské rady zabily 128 lidí, znásilnily 70 osob a zranily mnohé další při masakru v Chartúmu z 3. června.
Opoziční skupiny reagovaly na masakr a následné hromadné zatýkání provedením třídenní generální stávky od 9. do 11. června a výzvou k trvalé občanské neposlušnosti a nenásilnému odporu, dokud Přechodná vojenská rada nepřevede moc na civilní vládu. Dne 12. června opozice souhlasila se zastavením stávky a Přechodná vojenská rada souhlasila s propuštěním politických vězňů.
Po obnovených jednáních byla dne 5. července 2019 ústně dohodnuta Politická dohoda mezi Přechodnou vojenskou radou a civilními demonstranty zastoupenými Silami svobody a změny (FFC). Písemná dohoda byla podepsána dne 17. července. Obě strany oznámily, že se budou dělit o moc a řídit Súdán prostřednictvím legitimních výkonných a zákonodárných institucí a že dojde k soudnímu vyšetřování popřevratových událostí, včetně masakru v Chartúmu. Politická dohoda byla doplněna návrhem ústavní deklarace, která byla nejdříve podepsána dne 4. srpna 2019 a formálněji podepsána dne 17. srpna. Plán přechodu vytvořil Radu suverenity jako hlavu státu se smíšeným civilně-vojenským složením. Tranzice z vlády vojenské junty na civilní vládu měla trvat 21 měsíců po začátku přechodného období a celkově 39 měsíců k volbám.
Přechodná vojenská rada byla následně rozpuštěna a dne 20. srpna 2019 byla vytvořena převážně mužská Rada suverenity. Abdalla Hamdok byl jmenován premiérem dne 21. srpna 2019.

## Dopady
Rada suverenity přechodné vlády započala přechod Súdánu k demokracii. Vláda například zrušila zákon, který policistům umožňoval bít ženy, které nosily kalhoty. Dále, k červenci 2020, vláda zakázala ženskou obřízku, dekriminalizoval odpadlictví od víry, ukončil veřejné bičování a zrušil 36letý zákaz konzumace alkoholu pro nemuslimy. Svoboda tisku se také znatelně zlepšila, což dokazuje i fakt, že se Súdán posunul o 16 míst v indexu světové svobody tisku. Vláda rovněž podnikla kroky ke zlepšení situace křesťanských menšin v zemi. Svoboda soukromí a privátní sféry se také zlepšila, protože vláda zahájila proces demontáže sledovacího státu z éry Al-Bašíra.
Inflace však zůstala velmi vysoká. Nedostatek cizí měny, obrovský veřejný dluh a prudce rostoucí ceny komodit byly naléhavými problémy země.
Dne 25. října 2021 súdánská armáda pod vedením generála Abdela Fattaha al-Burhana převzala kontrolu nad vládou dalším vojenským převratem. V dubnu 2023 vypukla súdánská válka mezi súdánskou armádou a Jednotkami rychlé podpory.